# سد مرالدن
سد مرالدن (به عربی: سد الثنیة) یک سد در الجزایر است که در ثنیه واقع شده‌است.